# Château de Vendat
Le château de Vendat est un château détruit qui était situé à Vendat, en France.

## Localisation
L'emplacement du château est situé sur la commune de Vendat, dans le département de l'Allier, en région Auvergne-Rhône-Alpes, à environ un kilomètre au sud du centre du bourg, à la pointe de la colline dominant le vallon du Béron et la voie de chemin de fer.

## Description
Le château n'existe plus. À son emplacement a été édifiée une maison sans caractère.

## Historique
Le château de la famille de Vendat est connu dès le XIIIe siècle. 
Le château médiéval a été remplacé à la fin du XVIe siècle par un nouveau château ; la terre de Vendat appartient alors à la famille de Pérusse d'Escars de La Vauguyon, puis par mariage à la famille de La Queuille, qui la conserve jusqu'à la Révolution. La seigneurie est le siège d'une châtellenie et jouit du droit de haute, moyenne et basse justice, pour l'exercice de laquelle elle dispose d'un personnel d'hommes de loi. Par suite de l'émigration de Jean Claude de La Queuille, marquis de Châteaugay, maréchal des camps et armées du roi, député de la noblesse de la sénéchaussée de Riom aux États généraux, le domaine est vendu comme bien national en 1793 et démembré ; le château perd une partie de ses fortifications. Délabré, il a été détruit pour l'essentiel vers 1860 ; une tour et un corps de bâtiment comprenant des cuisines au rez-de-chaussée et un salon d'apparat au premier étaient encore visibles en 1903 et ont été détruits peu après sur l'ordre de la propriétaire, Antoinette Bouchard, descendante de celui qui avait acheté le château pendant la Révolution.